# Compsoneura cuatrecasasii
Compsoneura cuatrecasasii là một loài thực vật có hoa trong họ Myristicaceae. Loài này được A.C.Sm. mô tả khoa học đầu tiên năm 1950.